# Torpedo Jodzina
Pour les articles homonymes, voir Torpedo (homonymie).
Maillots
Actualités
Le Futbolny Klub Tarpeda-BelAZ Jodzina, plus couramment abrégé en FK Tarpeda-BelAZ Jodzina (en biélorusse : ФК Тарпеда-БелАЗ Жодзіна) ou FK Torpedo-BelAZ Jodino (en russe : ФК Торпедо-БелАЗ Жодино), est un club biélorusse de football fondé en 1961 et basé dans la ville de Jodzina.

## Historique
- 1961 : fondation du club
- 2010 : première participation du club à une coupe d'Europe (C3)
- 2016 : le club remporte la Coupe de Biélorussie de football 2015-2016
- 2023 : le club remporte la Coupe de Biélorussie de football 2022-2023

## Bilan sportif

### Palmarès
| Compétitions nationales |
| --- |
| - Coupe de Biélorussie (2) : - Vainqueur : 2015-16 et 2022-23. - Finaliste : 2009-10 et 2024-25. - Supercoupe de Biélorussie (1) : - Vainqueur : 2024 - Finaliste : 2011 et 2017. |

### Bilan par saison
Légende
- Vainqueur de la compétition.
- Vice-champion ou finaliste de la compétition.
- Troisième de la compétition.
- Promu en division supérieure.
- Relégué en division inférieure.

| Saison    | Championnat | Championnat | Championnat | Championnat | Championnat | Championnat | Championnat | Championnat | Championnat | Championnat | Coupe de Biélorussie |
| Saison    | Division    | Pos         | Pts         | J           | V           | N           | D           | BP          | BC          | Diff        | Coupe de Biélorussie |
| --------- | ----------- | ----------- | ----------- | ----------- | ----------- | ----------- | ----------- | ----------- | ----------- | ----------- | -------------------- |
| 1992      | 1re         | 13e         | 10          | 15          | 5           | 0           | 10          | 13          | 31          | -18         | Seizièmes de finale  |
| 1992-1993 | 1re         | 17e         | 8           | 32          | 2           | 4           | 26          | 17          | 68          | -51         | Huitièmes de finale  |
| 1993-1994 | 2e          | 8e          | 26          | 28          | 8           | 10          | 10          | 24          | 29          | -5          | Huitièmes de finale  |
| 1994-1995 | 2e          | 10e         | 28          | 30          | 11          | 6           | 13          | 37          | 35          | +2          | Seizièmes de finale  |
| 1995      | 2e          | 11e         | 15          | 14          | 3           | 6           | 5           | 13          | 15          | -2          | Seizièmes de finale  |
| 1996      | 2e          | 7e          | 33          | 24          | 8           | 9           | 7           | 24          | 20          | +4          | Seizièmes de finale  |
| 1997      | 2e          | 5e          | 50          | 30          | 14          | 8           | 8           | 37          | 25          | +12         | Seizièmes de finale  |
| 1998      | 2e          | 5e          | 55          | 30          | 15          | 10          | 5           | 58          | 31          | +27         | Seizièmes de finale  |
| 1999      | 2e          | 7e          | 44          | 30          | 11          | 11          | 8           | 55          | 43          | +12         | Seizièmes de finale  |
| 2000      | 2e          | 7e          | 45          | 30          | 13          | 6           | 11          | 44          | 36          | +8          | Seizièmes de finale  |
| 2001      | 2e          | 1er         | 66          | 28          | 21          | 3           | 4           | 56          | 13          | +43         | Seizièmes de finale  |
| 2002      | 1re         | 5e          | 43          | 26          | 13          | 4           | 9           | 38          | 27          | +11         | Seizièmes de finale  |
| 2003      | 1re         | 6e          | 49          | 30          | 13          | 10          | 7           | 44          | 25          | +19         | Huitièmes de finale  |
| 2004      | 1re         | 4e          | 59          | 30          | 19          | 2           | 9           | 57          | 28          | +29         | Huitièmes de finale  |
| 2005      | 1re         | 4e          | 47          | 26          | 14          | 5           | 7           | 40          | 25          | +15         | Seizièmes de finale  |
| 2006      | 1re         | 11e         | 30          | 26          | 7           | 9           | 10          | 21          | 27          | -6          | Huitièmes de finale  |
| 2007      | 1re         | 4e          | 43          | 26          | 11          | 10          | 5           | 28          | 21          | +7          | Quarts de finale     |
| 2008      | 1re         | 13e         | 31          | 30          | 7           | 10          | 13          | 25          | 36          | -11         | Seizièmes de finale  |
| 2009      | 1re         | 8e          | 37          | 26          | 10          | 7           | 9           | 31          | 22          | +9          | Huitièmes de finale  |
| 2010      | 1re         | 11e         | 28          | 33          | 7           | 7           | 19          | 33          | 58          | -25         | Finale               |
| 2011      | 1re         | 6e          | 41          | 33          | 9           | 14          | 10          | 37          | 41          | -4          | Seizièmes de finale  |
| 2012      | 1re         | 11e         | 24          | 30          | 5           | 9           | 16          | 17          | 39          | -22         | Seizièmes de finale  |
| 2013      | 1re         | 5e          | 42          | 32          | 12          | 6           | 14          | 33          | 38          | -5          | Demi-finales         |
| 2014      | 1re         | 4e          | 50          | 32          | 13          | 11          | 8           | 38          | 30          | +8          | Huitièmes de finale  |
| 2015      | 1re         | 7e          | 36          | 26          | 10          | 6           | 10          | 31          | 29          | +2          | Seizièmes de finale  |
| 2016      | 1re         | 5e          | 48          | 30          | 13          | 9           | 8           | 47          | 33          | +14         | Vainqueur            |
| 2017      | 1re         | 5e          | 51          | 30          | 14          | 9           | 7           | 43          | 27          | +16         | Quarts de finale     |
| 2018      | 1re         | 5e          | 55          | 30          | 16          | 7           | 7           | 36          | 18          | +18         | Huitièmes de finale  |
| 2019      | 1re         | 6e          | 45          | 30          | 13          | 6           | 11          | 41          | 36          | +5          | Huitièmes de finale  |
| 2020      | 1re         | 3e          | 56          | 30          | 16          | 8           | 6           | 55          | 37          | +18         | Quarts de finale     |
| 2021      | 1re         | 8e          | 36          | 30          | 10          | 6           | 14          | 38          | 43          | -5          | Demi-finales         |
| 2022      | 1re         | 8e          | 43          | 30          | 11          | 10          | 9           | 35          | 32          | +3          | Quarts de finale     |
| 2023      | 1re         | 3e          | 49          | 28          | 12          | 13          | 3           | 33          | 18          | +15         | Vainqueur            |
| 2024      | 1re         | 3e          | 62          | 30          | 18          | 8           | 4           | 45          | 21          | +24         | Demi-finales         |

### Bilan européen
Note : dans les résultats ci-dessous, le score du club est toujours donné en premier.
| Saison    | Compétition             | Tour             | Club              | Domicile | Extérieur | Total |
| --------- | ----------------------- | ---------------- | ----------------- | -------- | --------- | ----- |
| 2010-2011 | Ligue Europa            | Premier tour Q   | Fylkir Reykjavik  | 3 - 0    | 3 - 1     | 6 - 1 |
| 2010-2011 | Ligue Europa            | Deuxième tour Q  | OFK Belgrade      | 0 - 1    | 2 - 2     | 1 - 2 |
| 2015-2016 | Ligue Europa            | Premier tour Q   | FK Kukës          | 0 - 0    | 0 - 2     | 0 - 2 |
| 2016-2017 | Ligue Europa            | Deuxième tour Q  | Debrecen VSC      | 1 - 0    | 2 - 1     | 3 - 1 |
| 2016-2017 | Ligue Europa            | Troisième tour Q | Rapid Vienne      | 0 - 0    | 0 - 3     | 0 - 3 |
| 2021-2022 | Ligue Europa Conférence | Deuxième tour Q  | FC Copenhague     | 0 - 5    | 1 - 4     | 1 - 9 |
| 2023-2024 | Ligue Europa Conférence | Deuxième tour Q  | AEK Larnaca       | 2 - 3    | 1 - 1     | 3 - 4 |
| 2024-2025 | Ligue Conférence        | Premier tour Q   | Milsami Orhei     | 2 - 4    | 0 - 0     | 2 - 4 |
| 2025-2026 | Ligue Conférence        | Premier tour Q   | Rabotnički Skopje | 3 - 0    | 1 - 0     | 4 - 0 |
| 2025-2026 | Ligue Conférence        | Deuxième tour Q  | Maccabi Haïfa     | 1 - 1    | 0 - 3     | 1 - 4 |

Légende
- Victoire ou qualification pour le tour suivant
- Match nul
- Défaite ou élimination de la compétition

## Personnalités du club

### Entraîneurs
La liste suivante présente les différents entraîneurs connus du club,.
- Leonid Ierokhovets (1969-1970)
- Aleksandr Pozniak (1977)
- Aleksandr Pozniak (1987)
- Aleksandr Pozniak (1992-1993)
- Iakov Chapiro (juillet 2001-juillet 2004)
- Iouri Maleïev (juillet 2004-juillet 2006)
- Vladimir Jouravel (juillet 2006-novembre 2006)
- Oleg Koubarev (novembre 2006-décembre 2009)
- Aleksandr Brazevitch (janvier 2010-juillet 2010)
- Sergueï Gurenko (juillet 2010-mai 2012)
- Vadim Brazovski (mai 2012-novembre 2012)
- Igor Kriouchenko (novembre 2012-juillet 2017)
- Oleg Koubarev (juillet 2017-décembre 2018)
- Vadim Skripchenko (janvier 2019-septembre 2019)
- Iouri Pountous (septembre 2019-)

### Effectif actuel
Effectif à jour au 3 avril 2021.
| N° | Nat.                      | Poste | Nom du joueur            |
| -- | ------------------------- | ----- | ------------------------ |
| 1  | Drapeau de la Biélorussie | G     | Vladimir Bouchma (en)    |
| 3  | Drapeau de la Russie      | D     | Vitali Oustinov (en)     |
| 5  | Drapeau de la Biélorussie | D     | Igor Bourko (en)         |
| 6  | Drapeau de la Biélorussie | M     | Kirill Premoudrov (en)   |
| 7  | Drapeau de l'Ukraine      | D     | Yuriy Habovda            |
| 8  | Drapeau de la Biélorussie | M     | Anatoli Makarov          |
| 9  | Drapeau de l'Ukraine      | D     | Ernest Astakhov          |
| 10 | Drapeau de la Biélorussie | M     | Andreï Khachaturyan (en) |
| 11 | Drapeau de la Biélorussie | M     | Alekseï Antilevski       |
| 12 | Drapeau de la Biélorussie | D     | Denis Groujevski         |
| 14 | Drapeau de la Biélorussie | M     | Nikita Nikolaïévitch     |
| 19 | Drapeau de la Biélorussie | A     | Kirill Leonovitch        |

| No. | Nat.                      | Position | Nom du joueur            |
| --- | ------------------------- | -------- | ------------------------ |
| 21  | Drapeau de la Biélorussie | D        | Maksim Bordachev         |
| 23  | Drapeau du Nigeria        | D        | Samuel Odeyobo           |
| 25  | Drapeau de la Biélorussie | M        | Iouri Pavlioukovets (en) |
| 29  | Drapeau du Brésil         | M        | Matheus Monteiro         |
| 33  | Drapeau de la Biélorussie | A        | Pavel Klenye             |
| 44  | Drapeau de l'Ukraine      | D        | Alan Aussi               |
| 55  | Drapeau de la Biélorussie | M        | Ilia Kukharchik          |
| 77  | Drapeau de la Biélorussie | M        | Mikhaïl Afanassiev (en)  |
| 88  | Drapeau de la Russie      | D        | Dmitri Yachine           |
| 90  | Drapeau de la Biélorussie | A        | Dmitri Antilevski        |
| 92  | Drapeau de la Russie      | G        | Alekseï Kozlov           |
| 99  | Drapeau de la Biélorussie | A        | Vassili Journevitch      |

## Historique du logo

Ancien logo
Logo actuel